# Hypercompe decora
Hypercompe decora är en fjärilsart som beskrevs av Walker 1855. Hypercompe decora ingår i släktet Hypercompe och familjen björnspinnare. Inga underarter finns listade i Catalogue of Life.